# Přešlapy
Přešlapy jsou třináctidílný český televizní seriál s podtitulem „Komedie středního věku“. Seriál o osudech tří partnerských párů, které jsou vzájemně propojeny přátelskými vazbami, je českou verzí britského seriálu Cold Feet (Šest v tom), který v letech 1998 až 2003 vysílala britská ITV. Děj se ovšem odehrává v Praze, scenáristé Richard Malatinský a Tereza Dusová totiž reálie i vztahové a společenské problémy šesti hlavních hrdinů výrazně pozměnili a přesunuli do českého kontextu. Seriál pro televizi Prima natočila společnost Filmbrigade (stejně jako seriál Letiště).

## Obsazení
| Filip Blažek       | Adam     |
| Zuzana Norisová    | Radka    |
| David Matásek      | David    |
| Soňa Norisová      | Karolína |
| David Novotný      | Petr     |
| Jitka Schneiderová | Jana     |

## Seznam dílů
1. Adam zpíval Radce
2. Porod v přímém přenosu
3. Ty už jsi vdaná?
4. Jak tě mám uspokojit?
5. Musím tě svést?
6. Druhý pokus na lásku
7. Čí je to dítě?
8. Rande naslepo
9. Adam se dvěma ženami
10. Překvapení
11. Chci žít jinak
12. Chci ještě šanci
13. Chci jen tebe
14. Zpátky na scéně
15. Myslíš to vážně?
16. Jsem Indiana Jones
17. Kdy se začaly dít tyhle věci?
18. Výstava
19. Loučení se svobodou
20. Zásnubní prsten
21. Svatba
22. Tichá domácnost
23. Hry dospělých
24. Loučení
25. Na tváři lehký smích
26. Laura
27. Ženy v nouzi, muži v pokušení
28. Máme toho hodně společného
29. Láska ze všech dělá lháře
30. Manželství je ta nejkrásnější věc
31. Konečně spolu
32. To nebylo v plánu
33. Tohle nebude fungovat
34. Druhá šance
35. Budeš mi moc chybět
36. Nemůžu tomu uvěřit
37. Život jde dál
38. Dámská jízda
39. Šťastné a veselé